# Kenji Ishiguro
Pour les articles homonymes, voir Ishiguro.
Kenji Ishiguro (石黒 健治, Ishiguro Kenji, né en  1935) est un photographe japonais, lauréat de la catégorie « espoirs » de l'édition 1959 du prix de la Société de photographie du Japon.